# Miconia andreana
Miconia andreana är en tvåhjärtbladig växtart som beskrevs av Célestin Alfred Cogniaux. Miconia andreana ingår i släktet Miconia och familjen Melastomataceae. Inga underarter finns listade i Catalogue of Life.